# Sengletus latus
Sengletus latus is een spinnensoort in de taxonomische indeling van de hangmatspinnen (Linyphiidae).
Het dier behoort tot het geslacht Sengletus. De wetenschappelijke naam van de soort werd voor het eerst geldig gepubliceerd in 2009 door Tanasevitch.